# Grand Prix d'Isbergues 1993
Il Grand Prix d'Isbergues 1993, quarantasettesima edizione della corsa e valida come evento dell'UCI categoria 1.2, si svolse il 19 settembre 1993. fu vinto dall'estone Jaan Kirsipuu.

## Ordine d'arrivo (Top 10)
| Pos. | Corridore               | Squadra     | Tempo |
| ---- | ----------------------- | ----------- | ----- |
| 1    | Jaan Kirsipuu           | Chazal      |       |
| 2    | Eddy Seigneur           | GAN         |       |
| 3    | Paul Haghedooren        | Collstrop   |       |
| 4    | Marc Patry              |             |       |
| 5    | Frank Van Den Abeele    | Lotto       |       |
| 6    | Norman Alvis            | Motorola    |       |
| 7    | Willem-Jan van Loenhout | Elro Snacks |       |
| 8    | Stéphane Hennebert      | Lotto       |       |
| 9    | Eddy Bouwmans           | Novemail    |       |
| 10   | Laurent Desbiens        | Castorama   |       |